# 馬拉巴咖啡
馬拉巴咖啡是經公平貿易認證的咖啡，長於盧安達南部的馬拉巴一帶。
馬拉巴的咖啡作物是屬阿拉比卡種中的波旁品種，種植於高海拔山丘上肥沃的火山土壤。咖啡樹的果實主要在三至五月間的雨季以人工摘取，咖啡豆隨後運送至馬拉巴的清洗站選粹及烘乾。在其中的某些階段，咖啡豆會被區分為各級品質。農人則依據其所生產的咖啡豆的產量與品質，賺取相對的利潤。
馬拉巴咖啡的合作銷售對象有多家烘焙公司，其中品質最佳的售予英國的聯合手烤咖啡公司 與美國的公眾咖啡公司。至於國內市場，則是由盧安達特產咖啡烘焙公司從馬拉巴購買咖啡豆，再轉而內銷。馬拉巴咖啡亦用於釀造啤酒。
1999年，阿巴烏札姆甘比合作社（Abahuzamugambi）創立，約兩千戶小戶自耕農人在合作社管理下種植咖啡樹。自2000年起，該合作社開始接受盧安達國立大學（NUR）與聯合加強盧安達農業合夥計畫（PEARL）的資助。阿巴烏札姆甘比合作社改善了咖啡的品質，並成功打入咖啡專業市場。

## 歷史

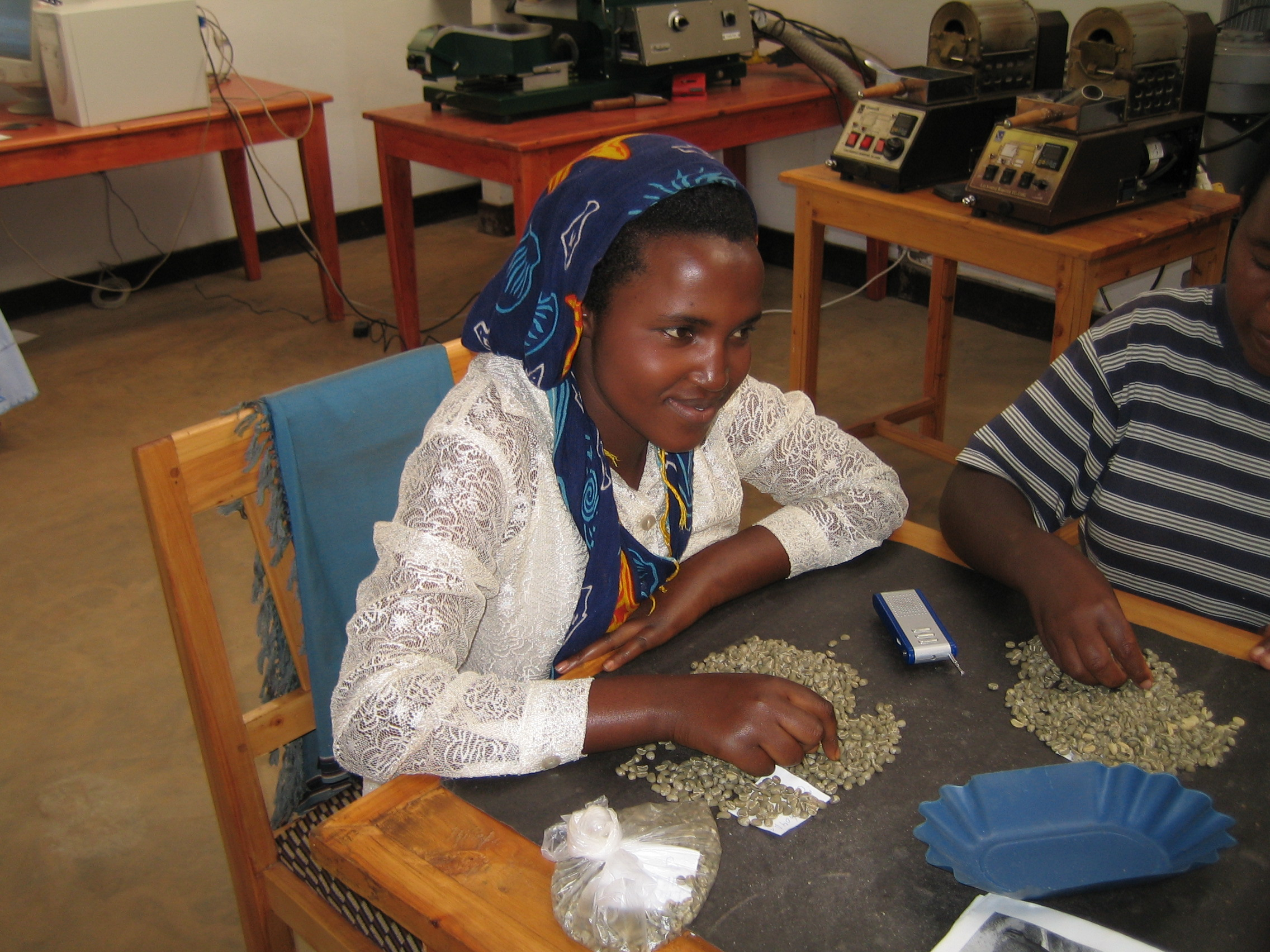
馬拉巴咖啡豆是以人工根據品質挑選與分類。

### 起源
盧安達人自殖民時代起便開始種植咖啡，但直到1999年，其產物仍被歸為C級以下、在全球市場中乏人問津。品質欠佳的原因是農人沒有清洗咖啡豆的固定程序，也沒有及時將咖啡果按規格加工。買家以每公斤0.33美元選購咖啡豆，農人靠著低價賺得的微薄利潤維持溫飽，但仍處於貧困狀態。
1999年，220戶咖啡種植者為解決此病端，於馬拉巴一帶（從前布塔雷省的一部分）組成了公會。公會成員中，許多農人因1994年集體屠殺而與親人天人永隔，也有的丈夫入獄，或因被指控參與屠殺，而被押至傳統噶卡卡法院（gacaca）面對審判。。他們為公會取名「阿巴烏札姆甘比」（Abahuzamugambi），在盧安達語中指的是「齊力合作以實現目標的人們」。農人希望藉著成立此公會，能直接與吉佳利的出口商合作，取代原先透過中介運輸公司、被層層剝皮的方式，進而提高收益。農人分配其利潤，並將其用於購置工具、肥料與種子上，以增加產量。
2000年，馬拉巴市長向位置鄰近於布塔雷市的盧安達國立大學（UNR）請求發展援助；隔年，盧安達國立大學協助成立了聯合加強盧安達農業合夥計畫（PEARL）。PEARL計劃同時也得到了數個組織的支援：美國國際開發署（USAID）、密西根州立大學、德州農工大學，另外許多盧安達組織，包括盧安達國立大學、國家農業實驗所（ISAR）與吉佳利理工管理學院（KIST）等，亦投入計畫中。2001年二月，PEARL著手與阿巴烏札姆甘比合作改良咖啡品質，以滿足美國專業咖啡市場的標準，進而將咖啡銷往美國。
馬拉巴咖啡農人首要解決的問題是設立一座清洗站。咖啡果在摘取後十二小時內，必須運至清洗站洗去咖啡豆外皮下所被覆的糖，否則咖啡的風味將大為受損。2001年七月，靠著UNR、盧安達文化工業部（Office des Cultures Industrielles du Rwanda，OCIR-Café）、ACDI/VOCA與ISAR所資助的資金，他們在塞倫布區（Cyarumbo）靠近主要道路處，建立了第一座清洗站。但清洗站一直遲至收穫季節方才啟用，因此當年收穫中僅有200公斤（441磅）受到洗淨。然而，結果卻出乎意料的好。2002年清洗站升級，以供應更多咖啡的加工。ACDI/VOCA負責提供資金，修築引入胡葉山（Mount Huye）礦泉水、幫助提高清洗站效率的管線。管線於2002年三月啟用。
2002年的收成季節，盧安達引進了新的認證制度，以確保運送至清洗站的咖啡豆維持適當的品質。阿巴烏札姆甘比約有一半的會員通過認證，合作社得以在歐洲與北美洲的專業市場中尋找買家。

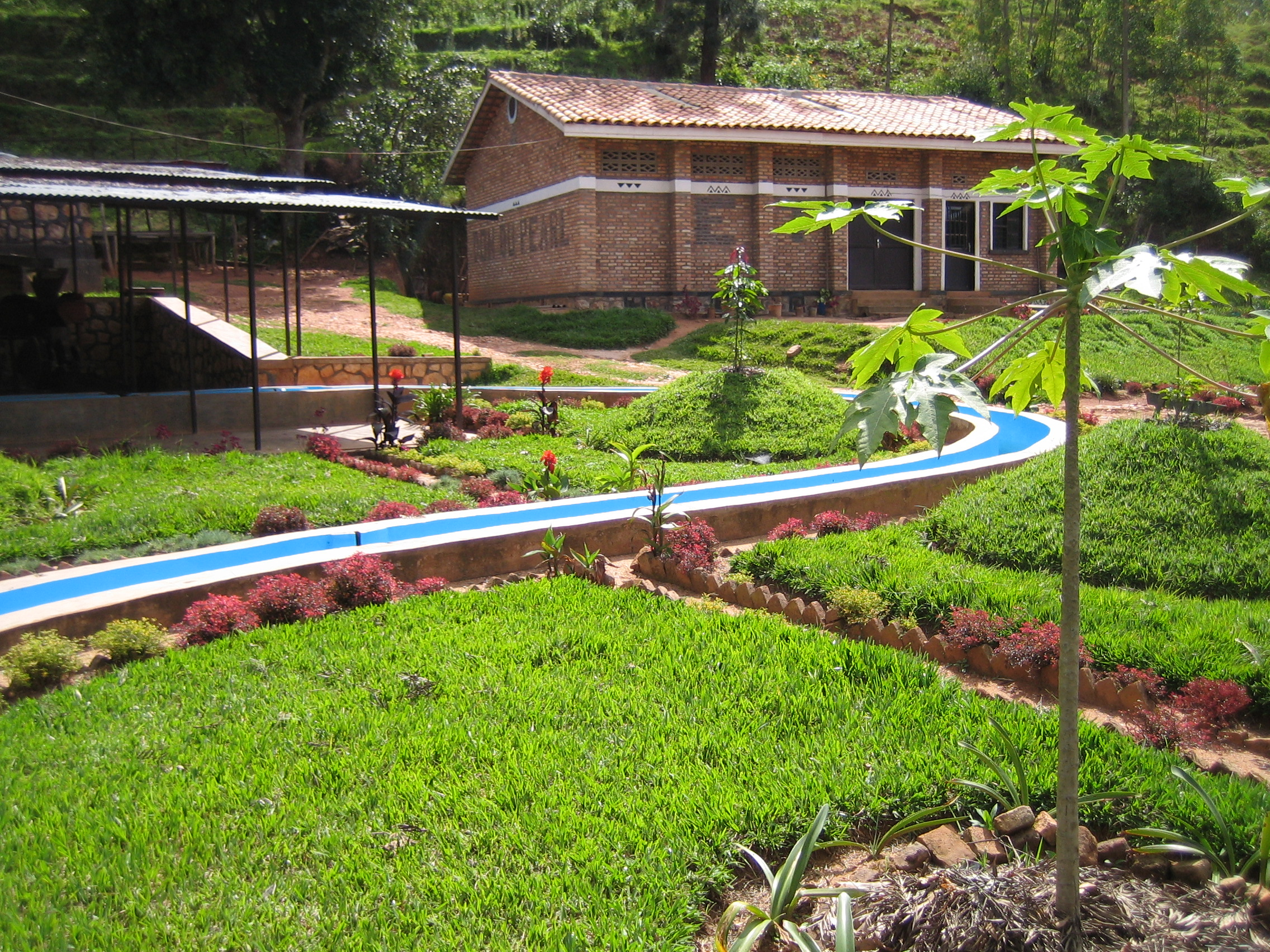
塞倫布清洗站

### 國際的接受
PEARL帶了咖啡專家到盧安達，負責維繫與賣方－－美國路易斯安那州的公眾咖啡公司－－間的接觸，並將樣本寄至路易斯安那州。2002年六月，公眾咖啡的代表到訪馬拉巴。當時，亦是現任的盧安達總統保羅·卡加梅，代表政府聲明此方案的重要性。公眾咖啡以高於市場平均價格的每公斤3美元，買下了18000公斤（40000磅）的馬拉巴咖啡豆。咖啡豆被運送至路易斯安那州，並於當地烘焙、使用於該公司的精緻咖啡。這也是第一份美國烘焙公司與非洲咖啡合作社之間的直接契約。
英國慈善團體喜劇救濟也對馬拉巴有了興趣。他們保證，會將其2001年紅鼻子日活動（Red Nose Day）在英國及非洲賺得的五千五百萬英鎊收入，一部分用予捐助種族滅絕喪偶協會（Association des Veuves du Genocide，AVEGA，一個為1994年盧安達大屠殺的喪偶者成立的協會。）慈善團體發現許多馬拉巴小農也是AVEGA的成員，因此能透過AVEGA為馬拉巴農人提供資金與協助。他們於是與英國咖啡烘焙公司（Union Coffee Roasters）聯繫，2002年，他們的代表便與國際公平貿易標籤組織（FLO）高層一同於到訪了馬拉巴。一行人在各地訪查後，授予了證明，馬拉巴咖啡也成了盧安達合作社首次爭取到公平交易地位的商品。UCR形容馬拉巴咖啡是「閃爍的柑橘口味綴著濃郁、甘甜的巧克力音符」，並買下2002收穫期所有的未售出產品。

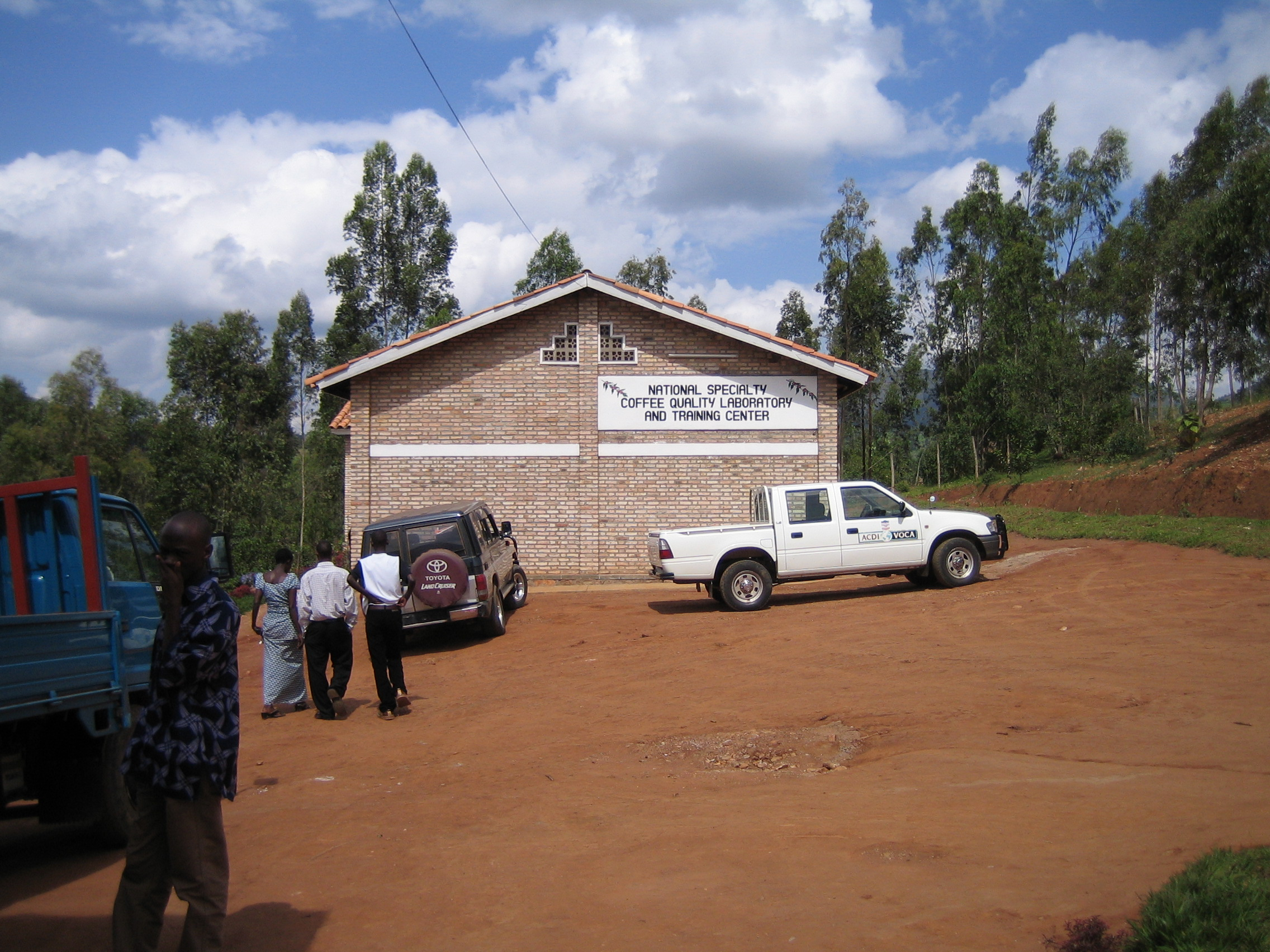
馬拉巴奇茲的品質檢驗室

2003年初，UCR透過森寶利超市分銷馬拉巴咖啡，並於旗下350間商店販賣，到當年的紅鼻子日。2003年，阿巴烏札姆甘比合作社賺得35000美元淨利。其中，七成用來以每公斤0.75美元的價格分配予農人，其金額比其它盧安達咖啡種植者所賺得利潤的三倍還多，並足夠支付從前負擔不起的醫療保健與教育服務支出。剩下的三成則投資回合作社，並用於購置碳酸鈣，這種農用石灰可以降低土壤因降雨流失礦物質而導致酸度提高的現象。

### 近年：獨立與咖啡啤酒
2003年開始，PEARL認為經營方式已能自給自足，便逐漸減少阿巴烏札姆甘比合作社的財政支助。合作社提供種植者貸款，幫助改善其生活水平，並且可以投資家畜，醫療保險與教育。一家合作銀行三月在村裡開張，授予農人在本地維持及管理自己的存款，而不須再長途跋涉至布塔雷市。

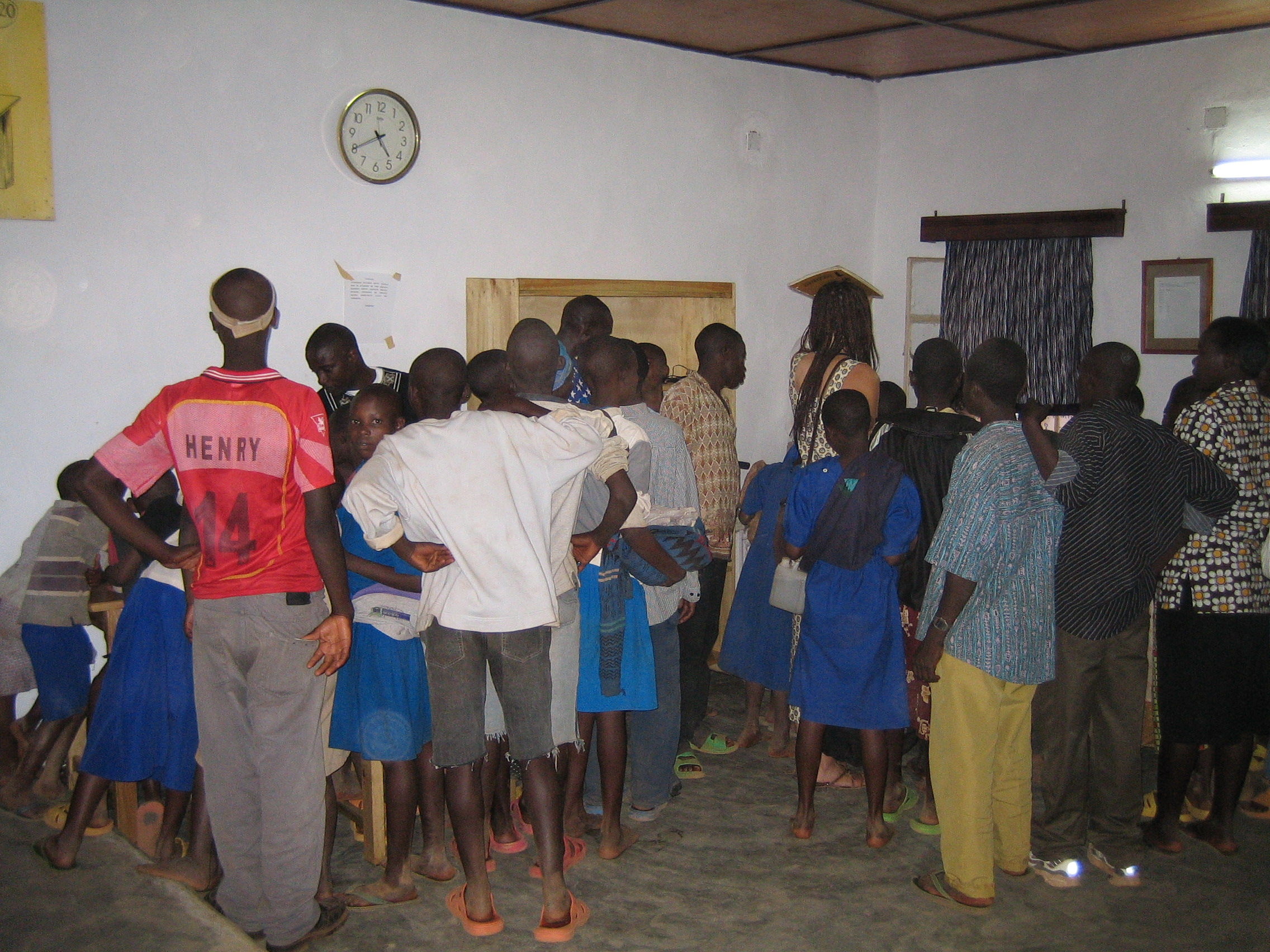
人們圍繞著新電信中心中的電腦

2004年末，倫敦的同時啤酒釀造廠（Meantime Brewery）開始提供以馬拉巴出產的咖啡豆製成的咖啡啤酒。該飲品被定位為含酒精的冰鎮卡布奇諾或飯後酒（digestif）。釀造師首長品嘗了世界各地的咖啡，決定在馬拉巴咖啡中添加微量的香草與巧克力，比使用來自南美洲的堅果咖啡與苦咖啡，嘗起來更順口。最初的啤酒酒精含量為4%，咖啡因含量與咖啡相同，被形容是有著「絲綢般醇和的風格」。咖啡啤酒於塞恩斯伯里的大型分店與一些酒吧和俱樂部販售。該飲料是英國市場唯二具有公平貿易認可的啤酒之一，直到2006年，降低咖啡比率並提高酒精含量（現6%）才使其喪失了公平貿易的身分。咖啡啤酒仍是以馬拉巴咖啡豆製成，也是不列顛群島唯一認可的咖啡啤酒，並榮獲2006年世界啤酒盃咖啡風味啤酒類金牌。
2006年，瑞典的發展合作部大臣與外交部副大臣凱琳·潔姆汀（Carin Jamtin）到訪馬拉巴，以擴大瑞典與盧安達間的合作，並將馬拉巴咖啡推銷至瑞典專業市場。2006年七月，在PEARL、USAID、NUR與華盛頓州立大學（WSU）的協調下，一家遠距中心（telecentre）於馬拉巴開張。其中的縮減數位落差中心（Center to Bridge the Digital Divide，CBDD）提供了資金與資源。WSU的三個學生在盧安達待了六個星期，幫助建立中心並訓練當地職工。此中心現今則由當地職工負責經營。

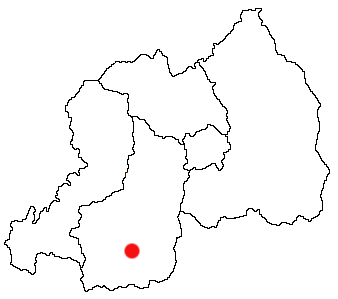
盧安達馬拉巴的近似位置

## 地理與氣候
馬拉巴咖啡生長於盧安達南部座標2°35′S 29°40′E / 2.583°S 29.667°E處，距布塔雷市大約12公里（7哩），與首都吉佳利則距約150公里（93哩）。計畫開始於布塔雷省的馬拉巴一帶，但於2006年由當地政府組織接替，該地帶現在則是南部省胡葉地區的一部分。該地帶由於接近東非大裂谷與紐恩威森林山區，地勢多坡、陡峻，並有著肥沃的火山土壤。咖啡種植於海拔1700到2100公尺（5577-6889英尺）處，通常於陡峭山腰種植梯田。該地帶並擁有115公分（45英吋）的年平均降雨量。其中大多數來自三月至五月間的雨季，同時也是主要的咖啡收成季節。高海拔地區的溫度略低，平均約20°C（68°F），其因季節有小幅差異。

## 生產過程

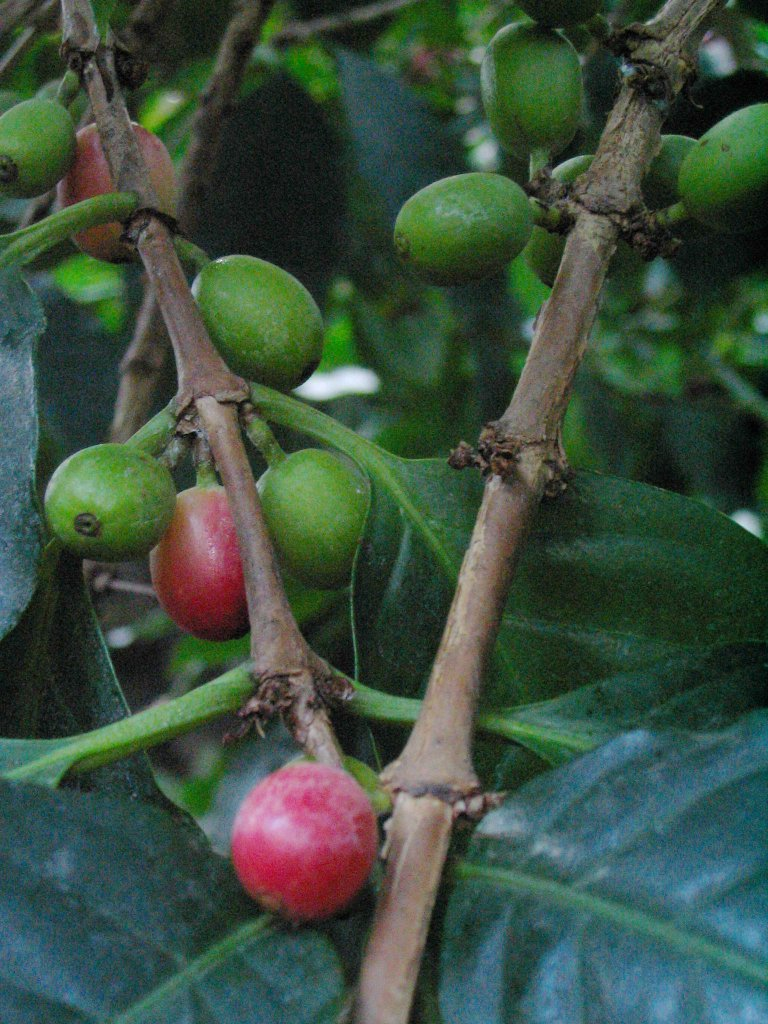
咖啡果

盧安達咖啡的最大收成季節是在當地的主要雨季間，從三月到五月底。收成季節時，農人一天中大部分的時間都用在以人工採摘咖啡果。到了下午，農夫以香蕉葉編成的傳統籃簍裝著咖啡果到距離數小時遠的清洗站處理。技工以手將品質最良好、帶著深紅色的咖啡果挑選出來，並將剩餘的咖啡果送還農夫，農夫一般會在馬拉巴加工區外的市場以低價售出。技工支付農人每公斤0.10美元的報酬。公會每兩星期將報酬存入農夫的銀行帳戶。

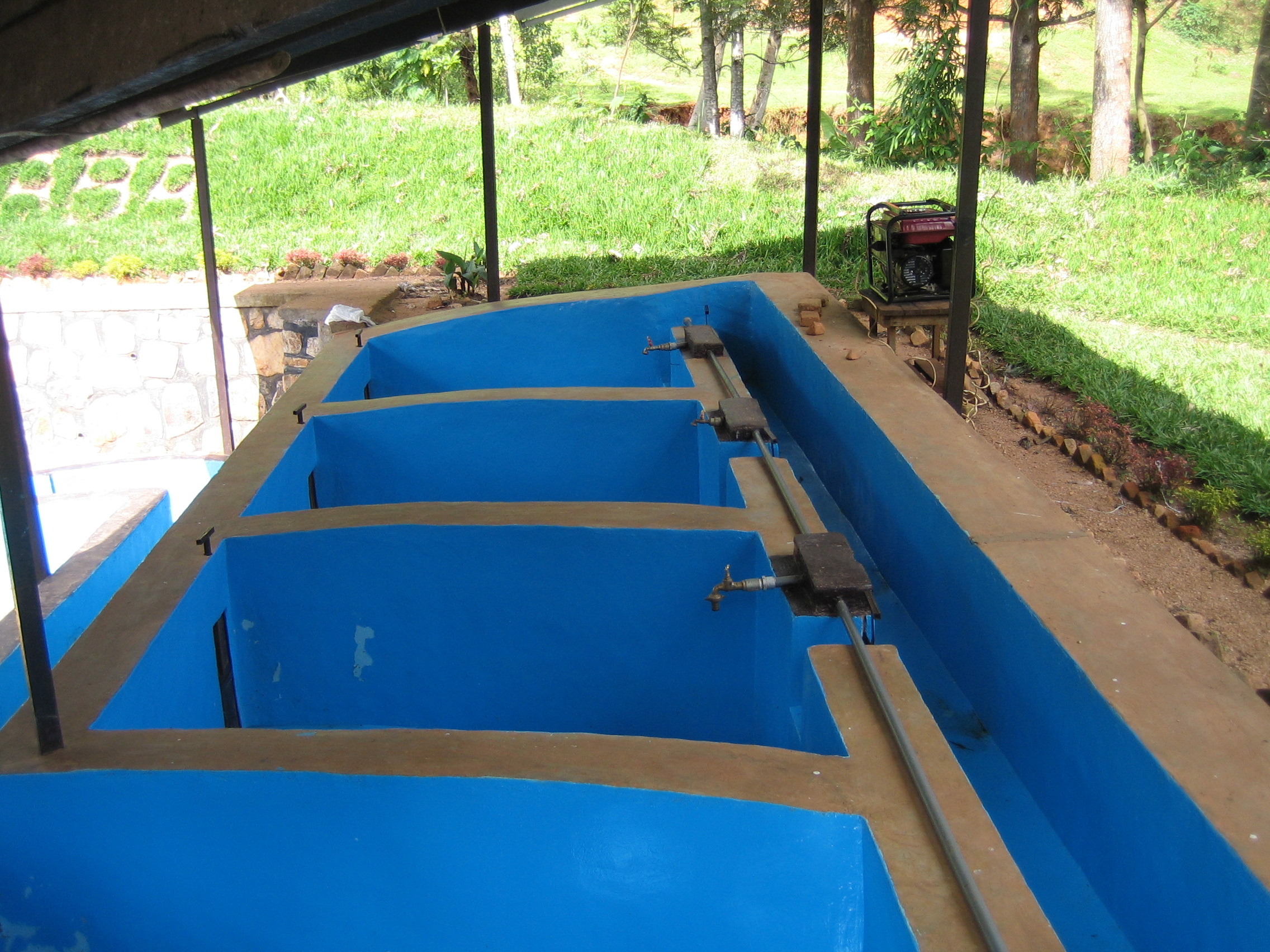
加工中的水槽

技工會立刻清洗加工，因為延誤會令包著咖啡豆的含糖外層發酵，破壞咖啡口感。咖啡豆首先被丟進一個深水槽中，品質最佳的咖啡果會沒入底部並通過一個褪下外皮的機器。技工將漂浮的咖啡果取出，以相同方式加工後讓合作社於國內市場以較低的價格出售。咖啡豆通過合作社三台去皮與精選機器，去除外皮與含糖外層，然後讓咖啡豆個別通過震動的濾器。濾器將最高品質的A級豆與那些被列為B級的分開；兩種等級以1%斜度的水道分別向山丘下運送。運送的過程將各品質的咖啡豆作更進一步的分類，水道底部約有十五個水槽能捕獲不同種類的咖啡豆。咖啡豆在水中持續保存著，A級豆與B級豆分別停留兩天及15-20小時，使其微微發酵，將剩餘糖分轉換，而不嚴重的損害口感。

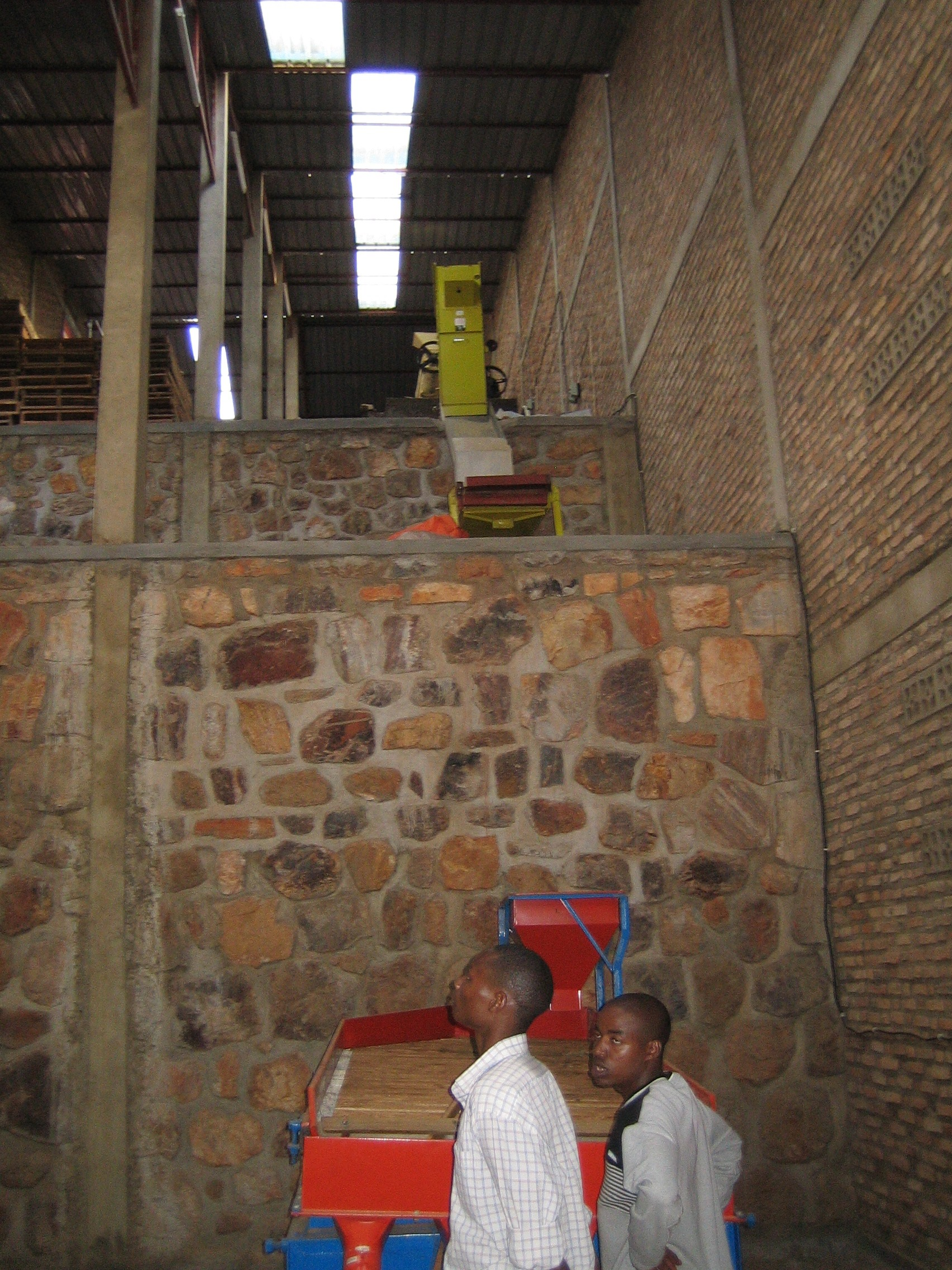
剝皮機器

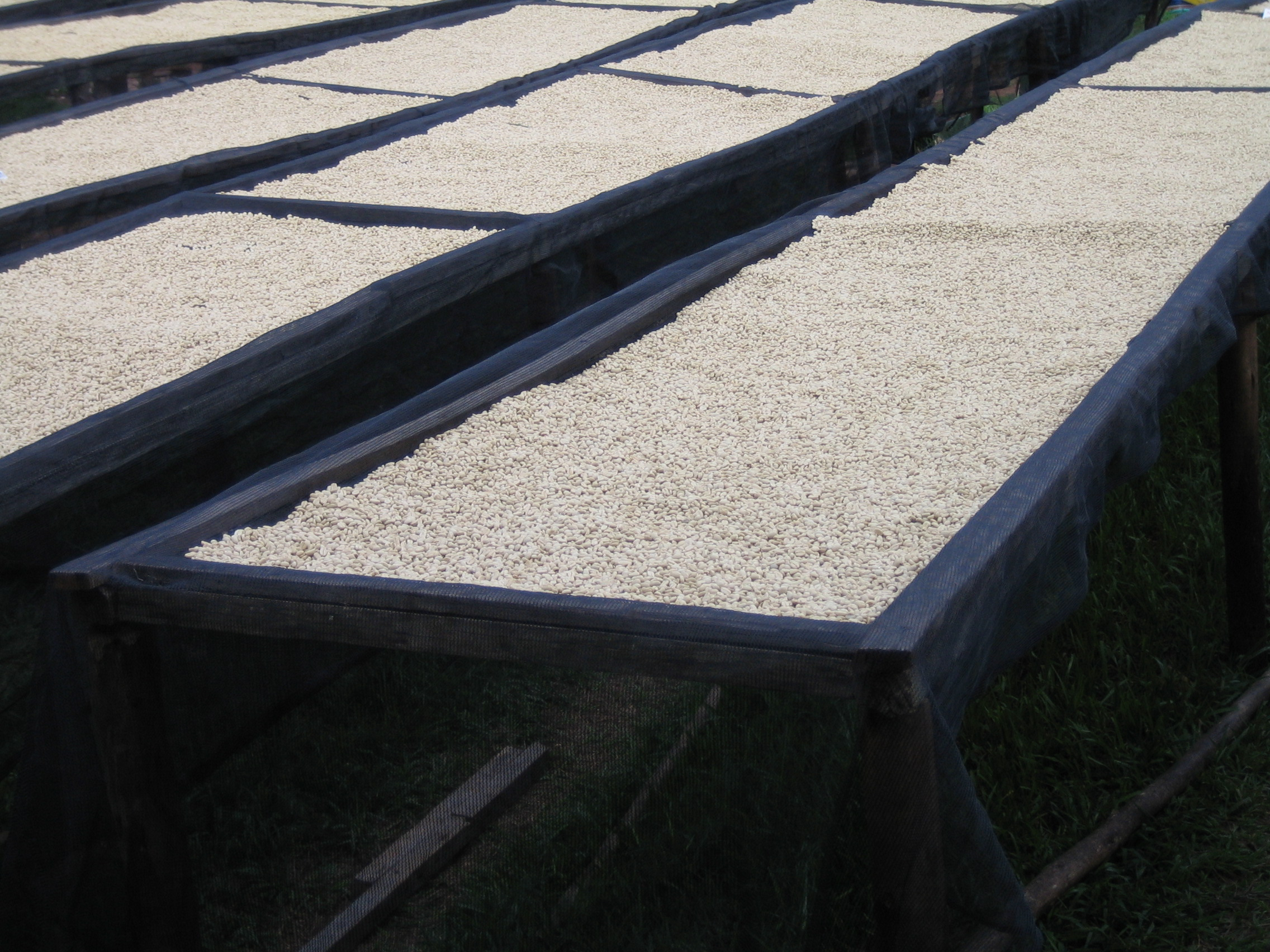
經清洗的咖啡豆於網架上風乾

技工在多次清洗咖啡豆以徹底去除剩餘外皮與含糖外層後將咖啡豆放入蔭庇的網架風乾。合作社職員定期翻轉咖啡豆，同時技工會繼續篩出不合格的咖啡豆。合格咖啡豆用陽光曬兩週（預備覆蓋物以防雨），並要不停翻轉，以將含水量由40%降至12%。
接著，技工將咖啡豆運至奇茲附近的技術中心。安裝於山丘上的倉庫內的機器會除去咖啡豆的角質皮。職員將咖啡豆送至鄰近的研究所，執行最後的品質控制－人工分揀，由數名經驗豐富的婦女執行。在裝袋並根據其品質貼上標籤後，咖啡豆便能於倉庫中儲存以等待上市。

## 產品與顧客
截至2006年，馬拉巴每年出口80短噸（73000公斤）的咖啡，其中分別銷往英國以及美國的烘焙公司與業者各40短噸。
馬拉巴咖啡出現於下列產品中：
- 馬拉巴波旁咖啡，英國咖啡公司出產，銷售於塞恩斯伯里的超市及其它英國銷受點。[14]
- 「新奧爾良爵士」特調與旅館特調，兩項公眾咖啡公司的產品，包括馬拉巴特調與其它咖啡。截至2006年，公眾咖啡考慮將馬拉巴開辦為單品咖啡品牌。[14]
- 馬拉巴咖啡，盧安達烘焙公司的產品，售於盧安達的高價位商店，包括所有道達爾加油站與洲際酒店。是該國內最昂貴的普及咖啡。[14]
- 同時咖啡（Meantime Coffee），倫敦同時啤酒釀造廠出產的啤酒。
- 2005年起，知識分子將咖啡用於多種特調，他們也意圖在未來將其創辦為單品咖啡品牌。[14]

## 外部連結
- 咖啡、公平貿易與盧安達小冊子
- 聯合加強盧安達農業合夥計畫 (PEARL)
- 阿巴烏札姆甘比咖啡合作社 (pearl.org.rw)
- 盧安達阿巴烏札姆甘比咖啡農的合作社的簡介PDF (fairtrade.org.uk)
- 盧安達阿巴烏札姆甘比合作社 (peopleandplanet.org)